# التاريخ الزراعي (مجلة)
التاريخ الزراعي هي مجلة أكاديمية فصلية تتم مراجعتها بشكل ذاتي تنشرها جمعية التاريخ الزراعي الأمريكية. تأسست في عام 1927 وتم تحريرها من قبل كلير ستروم (كلية رولينز) حتى نهاية عام 2016.

## التلخيص والفهرسة
يتم تلخيص وفهرسة المجلة في:
- نت لايبراري
- محرك البحث الأكاديمي
- مؤشر الاقتباس العلمي
- سكوبس
- الفهرس المرجعي الأوروبي للعلوم الإنسانية [الإنجليزية]